# Loket (Boêmia Central)
Loket é uma comuna checa localizada na região da Boêmia Central, distrito de Benešov.